# Koning Christiaan IX-land

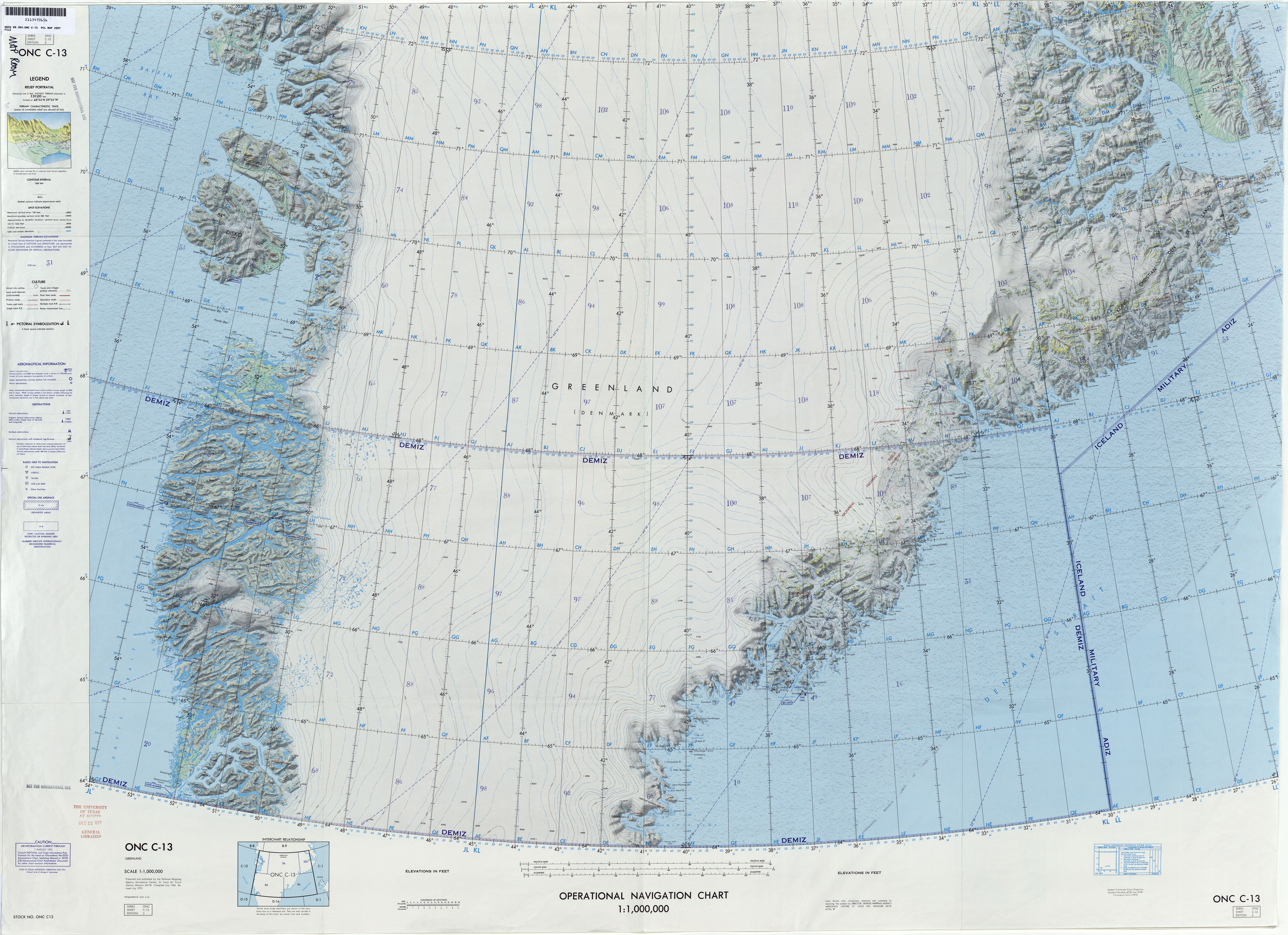
Kaart van Midden- en Zuid-Groenland: Koning Christiaan IX-land ligt aan de oostkust

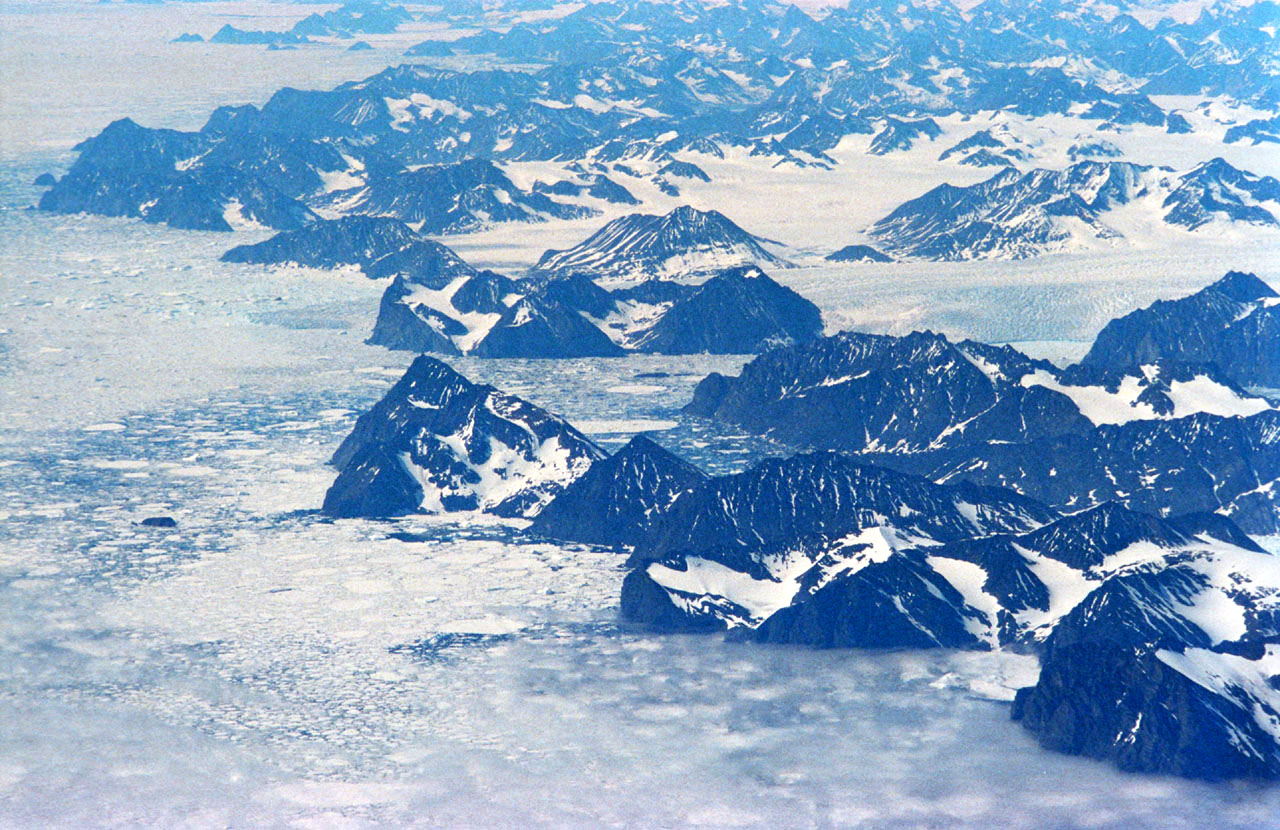
Kustlandschap van Koning Christiaan IX-land bij Ammassalik-eiland

Koning Christiaan IX-land (Deens: Kong Christian IX Land) is een kustgebied van Zuidoost-Groenland in de gemeente Sermersooq. Het gebied grenst aan Straat Denemarken en strekt zich uit over de noordpoolcirkel van 65°N tot 70°N.

## Geschiedenis
Het gebied kreeg zijn naam in september 1884 van fregatkapitein en expeditieleider Gustav Frederik Holm die het claimde namens Denemarken. Koning Christiaan IX-land dankt zijn naam aan de toenmalige Deense koning Christiaan IX.

## Geografie
Koning Christiaan IX-land worden in het zuiden begrensd door de Koning Frederik VI-kust, in het noorden door Koning Christiaan X-land en Kangertittivaq/Scoresby Sund, en in het westen door de Groenlandse ijskap. Groenlands hoogste bergketen, de Watkins, alsook het bijna even hoge Schweizerland liggen in Koning Christiaan IX-land.
Het kustgebied van Koning Christiaan IX-land omvat de Blossevillekust. Er zijn vele fjorden; de grootste zijn Sermilik, Kangerlussuaq en Kangertittivatsiaq. Ook zijn er meerdere eilanden gesitueerd voor kust van Koning Christiaan IX-land, waaronder Ammassalik waarop de grootste bevolkingskern van Oost-Groenland ligt (Tasiilaq). Langs de kust zelf liggen enkele kleine nederzettingen zoals Sermiligaaq, maar de gebieden landinwaarts zijn onbewoond.